# أندريس دياز (دراج)
أندريس دياز (بالإسبانية: Andrés Díaz) (و. 1984  م) هو راكب دراجة هوائية كولومبي.

## روابط خارجية
- أندريس دياز على موقع الاتحاد الدولي للدراجات (الإنجليزية)
- أندريس دياز على موقع أرشيف الدراجات (الإنجليزية)
- أندريس دياز على موقع إحصائيات الدراجات الإحترافية (الإنجليزية)
- أندريس دياز على موقع نسبة الدراجات (الإنجليزية)